# Nanomantis gilolae
Nanomantis gilolae es una especie de mantis de la familia Iridopterygidae.

## Distribución geográfica
Se encuentra en las Molucas (Indonesia).